# Rucandio (Riotuerto)
Rucandio es una localidad del municipio de Riotuerto (Cantabria, España). En el año 2008 contaba con una población de 128 habitantes (INE). Está situado a 140 metros de altitud, y a un kilómetro de la capital municipal, La Cavada.

## Patrimonio

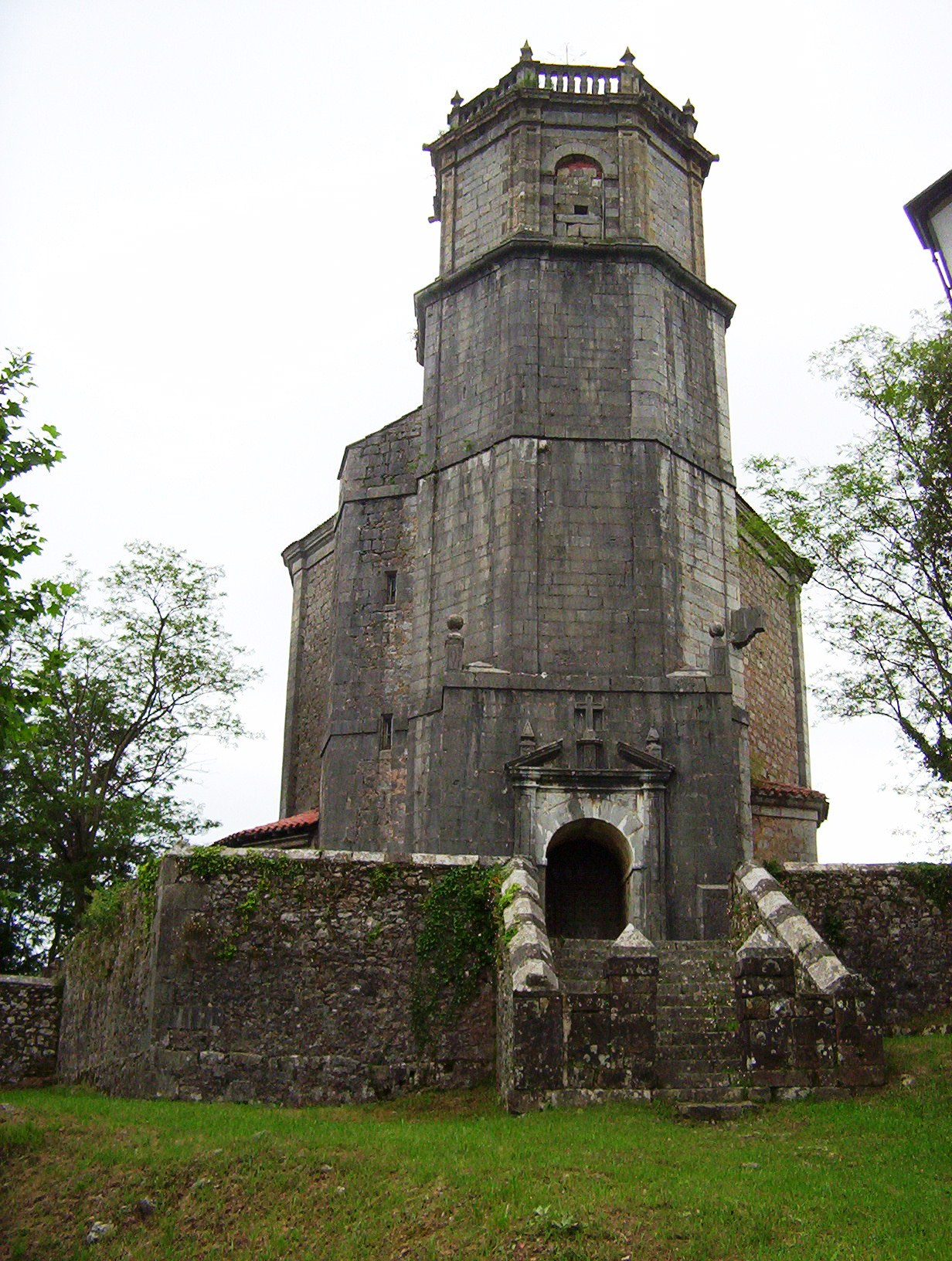
Iglesia de Santa María Magdalena de Rucandio.

Su iglesia parroquial de Santa María Magdalena fue declarada en el año 1988 Bien de Interés Cultural al ser uno de los ejemplos más característicos de la arquitectura barroca en Cantabria.